# Herman Hallberg
Herman Hallberg, né le 22 mai 1997, est un footballeur suédois. Il évolue au poste de milieu défensif.

## Biographie

### En équipe nationale
Il inscrit deux buts avec l'équipe de Suède des moins de 19 ans.